# Округ Њупорт (Роуд Ајланд)
Округ Њупорт (енгл. Newport County) је округ у америчкој савезној држави Роуд Ајланд.

## Демографија
По попису из 2010. године број становника је 82.888, што је 2.545 (-3,0%) становника мање него 2000. године.
| Група             | 2000.          | 2010.          |
| Белци             | 76.940 (90,1%) | 72.836 (87,9%) |
| Афроамериканци    | 3.184 (3,7%)   | 2.864 (3,5%)   |
| Азијати           | 1.054 (1,2%)   | 1.288 (1,6%)   |
| Хиспаноамериканци | 2.409 (2,8%)   | 3.512 (4,2%)   |
| Укупно            | 85.433         | 82.888         |